# Rodrigo Dourado
 Rodrigo Dourado Cunha  (Pelotas, Río Grande del Sur, Brasil, 17 de junio de 1994) es un futbolista brasileño. Juega como mediocentro y su equipo actual es el Atlético de San Luis de la Liga MX. Tiene 30 años.

## Clubes
| Club                 | País          | Año           | Partidos | Goles | Asist |
| -------------------- | ------------- | ------------- | -------- | ----- | ----- |
| S. C. Internacional  | Brasil        | 2015-2022     | 307      | 20    | 11    |
| Atlético de San Luis | México        | 2022-presente | 92       | 3     | 2     |
| Total carrera        | Total carrera | Total carrera | 399      | 23    | 13    |

## Palmarés

### Campeonatos regionales
| Título            | Equipo        | Sede   | Año  |
| ----------------- | ------------- | ------ | ---- |
| Campeonato Gaúcho | Internacional | Brasil | 2015 |
| Campeonato Gaúcho | Internacional | Brasil | 2016 |
| Campeonato Gaúcho | Internacional | Brasil | 2017 |

### Campeonatos internacionales
| Título              | Equipo              | Sede           | Año  |
| ------------------- | ------------------- | -------------- | ---- |
| Sudamericano Sub-17 | Brasil Sub-17       | Ecuador        | 2011 |
| Juegos Olímpicos    | Selección de Brasil | Río de Janeiro | 2016 |